# Leers
Leers település Franciaországban, Nord megyében. Lakosainak száma 9555 fő (2022. január 1.). Leers Lys-lez-Lannoy, Toufflers, Wattrelos, Roubaix és Estaimpuis községekkel határos.

## Népesség
A település népességének változása:
| Lakosok száma | 9456 | 9497 | 9620 | 9621 | 9473 | 9400 | 9378 | 9548 | 9588 | 9555 |
|               | 2013 | 2014 | 2015 | 2016 | 2017 | 2018 | 2019 | 2020 | 2021 | 2022 |